# 5. Fallschirmjäger-Division (Wehrmacht)
Die 5. Fallschirmjäger-Division war ein Großverband der Luftwaffe der deutschen Wehrmacht während des Zweiten Weltkrieges. Die Division wurde am 2. März 1944 aufgestellt und wurde im Ruhrkessel im April 1945 zerschlagen.

## Geschichte

### Aufstellung
Die Division wurde im März 1944 in Frankreich im Raum Reims aus Teilen des Fallschirmjäger-Lehr-Bataillons, dem III./Fallschirmjäger-Regiment 3 und dem III./Fallschirmjäger-Regiment 4 sowie neuen Rekruten aufgestellt. Die Abgaben aus den Fallschirmjäger-Regimentern erfolgte von der 1. Fallschirmjäger-Division aus Italien. Standorte der Division waren neben Reims auch Chateau-Thierry und Chalons-sur-Marne. Der neue Kommandeur des Verbands wurde der fronterfahrene Generalleutnant Wilke, der zuvor die 1. Luftwaffen-Felddivision im Raum Nowgorod geführt hatte. Der Division wurden folgende Verbände unterstellt, oder diese wurden für die Division aufgestellt: 
- Fallschirmjäger-Regiment 13
- Fallschirmjäger-Regiment 14
- Fallschirmjäger-Regiment 15
- Fallschirm-Panzerjäger-Abteilung 5
- Fallschirm-Artillerie-Regiment 5 (bei Aufstellung nur mit der I. Abteilung mit 1. bis 3. Batterie)
- Fallschirm-Flak-Abteilung 5
- Fallschirm-Pionier-Bataillon 5
- Fallschirm-Luftnachrichten-Abteilung 5
- Divisionstruppen Nr. 5

### Verlegung in die Bretagne
Im Mai 1944 verlegte die Division für die weitere Ausbildung in den Raum Rennes in der Bretagne.  
Hier wurde ebenfalls im Mai dem Verband das neu aufgestellte Fallschirm-Granatwerfer-Bataillon 5 eingegliedert. 

### Operation Overlord
Nach der alliierten Landung, am 6. Juni, erfolgte zuerst nur die Verlegung des Fallschirmjäger-Regiment 15 an die Front. Die Unterstellung erfolgte unter die Heeresgruppe B und dort zur 7. Armee. Nunmehr wurden auch die weiteren Teile des Fallschirm-Artillerie-Regiment 5 ergänzt, so dass der Verband über 12 Geschütze 7,5-cm und 12 Geschütze 10,5-cm verfügte. 
Dann wurde die gesamte Division dem LXXXIV. (84.) Armee-Korps der 7. Armee unterstellt. Mit Lkws und im Fußmarsch verlegte die Division in den Raum zwischen Aire im Westen und St. Lô im Osten, um einen Durchbruch der alliierten Streitkräfte nach Süden und Westen zu verhindern.   
Der Verband hielt die ersten amerikanischen Vorstöße aus dem Landungskopf auf, doch als etwa sechs Wochen nach der alliierten Landung, am 24. Juli, Teile der eigenen Frontlinie von einem vorbereitenden Bombardement und auch am 25. Juli die östliche Frontlinie der Division von einem vernichtenden Bombardement getroffen wurde, verfügte die Division beim erneuten Vorstoß amerikanischer Kräfte am 26. Juli nicht mehr über die Kräfte um die gegnerischen Verbände aufzuhalten. Die Spitzen der amerikanischen 3rd Armored Division erreichten an diesem Tag die südlich der Front gelegene Straße von Coutances nach St. Lô. Gleichzeitig zwangen die vorstoßenden Spitzen der amerikanischen 4th Armored und 6th Armored Division von Nordwesten aus in Richtung Coutances die deutschen Divisionen nach Süden und dann nach Osten auszuweichen.

### Vernichtung
In den schweren Abwehrkämpfen wurde die Division, welche bei der 7. Armee getrennt eingesetzt wurde, bis Juli 1944 in der Normandie weitgehend zerschlagen. Die verbliebenen Reste wurden im sogenannten Kessel von Falaise eingeschlossen.
Eine Auffrischung mit den Flieger-Regimentern 22, 51 und 53 des Luftgaus Belgien-Nordfrankreich erfolgte Anfang September 1944. Dabei wurde das Fallschirm-Granatwerfer-Bataillon 5 und Stab und I./Fallschirm-Artillerie-Regiment 5 zur Auffrischung der 7. Fallschirmjäger-Division aus der Division herausgezogen.
Im August 1944 kamen die Reste der Division nach Belgien. Ein Monat später erfolgte die Unterstellung unter die 1. Armee unter die Heeresgruppe G. Die Division stand zu diesem Zeitpunkt in Trier. Von Oktober bis Dezember war die Division zur Wiederaufstellung in Den Haag und wurde dabei durch Ersatz aus Oldenburg ergänzt.

### Wiederaufstellung 1944 / Ardennenoffensive
Nach der Wiederaufstellung konnte die Division bei Beginn der deutschen Ardennenoffensive bis zum 24. Dezember über Wiltz Martelange erreichen. Im Januar 1945 war die Division bei der 7. Armee und kam ein Monat später zur 5. Panzerarmee. Später zog sie sich aufgrund des starken alliierten Widerstandes auf das Gebiet südlich von Bastogne zurück. Im Januar 1945 stand die Division im Raum Wiltz und im Februar 1945 bei Prüm in der Eifel im Einsatz. 

### Kapitulation
Der Großteil der Division kam im März 1945 in amerikanische Kriegsgefangenschaft. Reste der Division kämpften unter Führung des neuen Divisionskommandeurs noch im Ruhrkessel und im Harz.

## Gliederung
- Fallschirmjäger-Regiment 13
- Fallschirmjäger-Regiment 14
- Fallschirmjäger-Regiment 15
- Fallschirm-Panzerjäger-Abteilung 5
- Fallschirm-Artillerie-Regiment 5, nur I. mit 1. bis 3., ab Juni 1944 auf drei Batterien aufgefüllt
- Fallschirm-Flak-Abteilung 5
- Fallschirm-Pionier-Bataillon 5
- ab Mai 1944: Fallschirm-Granatwerfer-Bataillon 5
- Fallschirm-Luftnachrichten-Abteilung 5
- Versorgungseinheiten 5 mit Nachschubführer

## Kommandeure
- ab 1. April 1944: Generalleutnant Gustav Wilke
- ab 15. Oktober 1944 mit der Führung beauftragt: Oberst Ludwig Heilmann
- von 22. Dezember 1944 bis 7. März 1945 (Gefangennahme): Generalmajor Ludwig Heilmann
- ab 21. März 1945: Oberst Kurt Gröschke

## Bekannte Divisionsangehörige
- Eberhard Brandl (1916–1971), war ein deutscher Architekt und Designer